# Vintern 1946–1947 i Storbritannien
Vintern 1946–1947 i Storbritannien var mycket sträng. Storbritannien upplevde flera köldvågor, från 21 januari 1947, vilka började med stora snödrivor. Vägar och järnvägar blockerades.

## Utanför Storbritannien

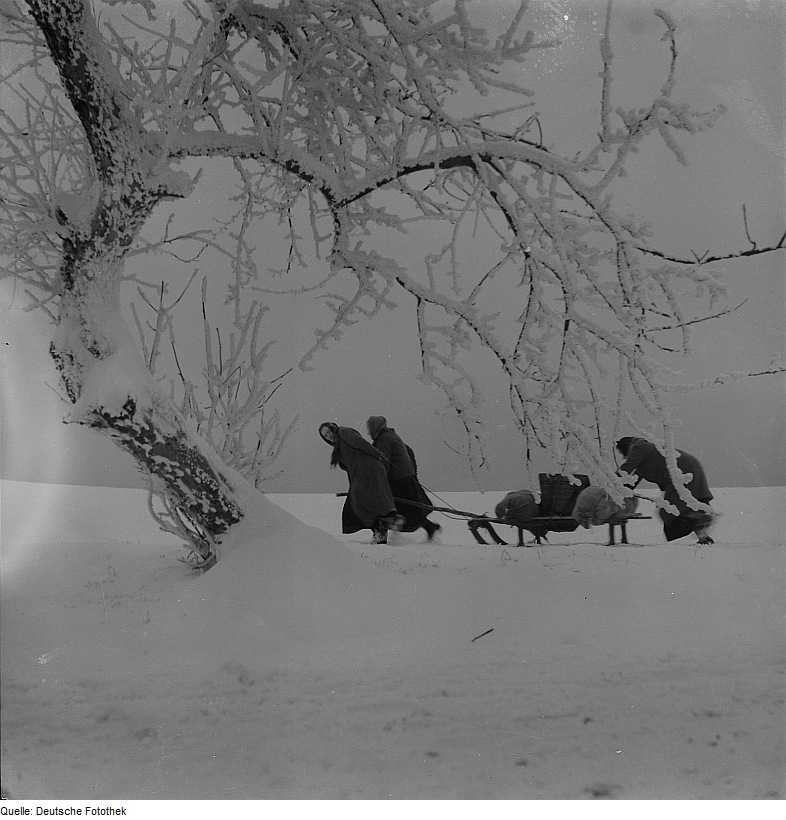
Kvinnor i Tyskland samlar eldningsmedel 1946

Vintern drabbade flera länder i Europa. Liknande köldvågor drabbade stora delar av Centraleuropa och södra Baltikum. De Bilt, utanför Amsterdam, fick uppleva sin strängaste vinter sedan 1790. På grund av en anticyklon utanför norra Storbritannien blåste flera Atlantstormar söderut, mot Medelhavet, vilket ledde till att Portugal, Spanien och södra Frankrike fick mer regn än annars. Exempelvis uppmättes i februari regn i Gibraltar på 9,3 tum (240 millimeter), tre gånger så mycket som normalt. Frankrike upplevde både extrem kyla i norr, samt regn i söder. Vägarna till flera hundra byar blev oframkomliga .  Vintern ledde till 150 dödsfall på grund av kylan och bristen på mat i Berlin, som ännu höll på att återhämta sig från andra världskriget. I Nederländerna fick skolorna stänga igen, och i Köpenhamn angreps ett godståg som transporterade kol, medan flera företag fick stänga i Irland, där även eldningen ransonerades.

### Fotnoter
1. ↑  Marr 2007, s. 34.
2. ↑  Wainwright, Martin (25 July 2007), ”The great floods of 1947”, The Guardian, http://www.guardian.co.uk/weather/Story/0,,2134122,00.html
3. ↑  Eden, Philip (26 januari 2007), The big freeze of 1947, WeatherOnline Ltd, http://www.weatheronline.co.uk/feature/2007/01/26_ne.htm, läst 9 november 2008
4. ↑  ”Panorama by Candlelight”, Time Magazine, 24 februari 1947, http://www.time.com/time/magazine/article/0,9171,801819-1,00.html Arkiverad 26 oktober 2012 hämtat från the Wayback Machine. ”Arkiverade kopian”. Arkiverad från originalet den 26 oktober 2012. https://web.archive.org/web/20121026085132/http://www.time.com/time/magazine/article/0,9171,801819-1,00.html. Läst 10 oktober 2012.
5. ↑  Simons, Paul (1 oktober 2008), ”Heavy Weather – Winter 1947”, The Times , Times 2 Magazine (London):  11, http://women.timesonline.co.uk/tol/life_and_style/women/the_way_we_live/article4855319.ece Arkiverad 15 juni 2011 hämtat från the Wayback Machine.